# Stevenia incarnata
Stevenia incarnata là một loài thực vật có hoa trong họ Cải. Loài này được (Pall. ex DC.) Kamelin miêu tả khoa học đầu tiên năm 1995.